# コノハズク
コノハズク（木葉木菟、木葉梟、学名 : Otus sunia）は、鳥綱フクロウ目フクロウ科に分類されるフクロウ。

## 分布
インド沿岸、ヒマラヤ山脈、東南アジアから中国東部、朝鮮半島、南樺太、日本列島にかけて生息する。日本では九州北部から北海道にかけて夏鳥。奄美大島以南ではリュウキュウコノハズクが留鳥として生息するが、これは別種Otus elegansとされる。

## 形態
全長20cm。日本で見られるフクロウ目では最小。頭部には小さい外耳のように見える羽毛（羽角）がある。虹彩は黄色。

## 亜種
IOC World Bird List（Version 13.1）によると、以下の9亜種に分類される。
- Otus sunia sunia (Hodgson, 1836)
- Otus sunia japonicus Temminck & Schlegel, 1845
- Otus sunia distans Friedmann & Deignan, 1939
- Otus sunia leggei Ticehurst, 1923
- Otus sunia malayanus (Hay, 1845)
- Otus sunia modestus (Walden, 1874)
- Otus sunia nicobaricus (Hume, 1876)
- Otus sunia rufipennis (Sharpe, 1875)
- Otus sunia stictonotus (Sharpe, 1875)

## 生態
日本列島には5月頃に飛来し、6月頃から抱卵する。一度に抱卵するのは4-5卵で、期間は24日前後。雛は約3週間で巣立つ。
主に山地の森林に生息する。夜行性で昼間は樹上に止まり休む。樹洞やキツツキの古巣で営巣する。
食性は動物食で主に昆虫類を食べる。

### 鳴き声
その鳴き声から「声の仏法僧（ブッポウソウ）」の別名をもつ。本種の鳴き声は日本語では「ウッ・コッ・コー」または「ブッ・ポウ・ソウ（仏法僧）」と聞こえるが、この鳴き声の主が全く別の鳥・ブッポウソウであると長年考えられており、ブッポウソウの名もその考えによって名づけられた。しかし、実際のブッポウソウは「ゲッゲッゲッ」と濁った声で鳴く。
コノハズクは奥深い山で夜鳴き、夏鳥で5 - 6月頃にしか鳴かないので「ブッ・ポウ・ソウ」の鳴き声の正体は、長年明らかにならなかった。ただし、「ブッ・ポウ・ソウ」の鳴き声の主がコノハズクであると考えた者がいなかったわけではない。平安から江戸初期に描かれた「仏法僧」の絵がいくつか現存しており、そこに描かれているのは明らかにコノハズクだったからである。
近代になり改めて「ブッ・ポウ・ソウ」がコノハズクの鳴き声であることが明らかにされたのは、ラジオ放送がきっかけであった。
1935年（昭和10年）6月7日、日本放送協会名古屋中央放送局（現在のNHK名古屋放送局）はブッポウソウの鳴き声で有名な愛知県南設楽郡鳳来寺村（現在の新城市）の鳳来寺山でブッポウソウの鳴き声の実況中継を全国放送で行った。21時55分から30分間放送し、その間よく鳴いたが、放送中や放送後にゲストの俳人・荻原井泉水、歌人・川田順、愛知県史蹟天然記念物調査委員・梅村甚太郎の3人の話がうるさいという非難の電話が殺到した。これを踏まえて、翌6月8日はゲストを呼ばずに鳴き声だけにする（番組内容を伝えるアナウンサーだけをおく）ことにし、前日と同じ時間に放送した。すると、この晩もよく鳴き、放送終了後、昨日とは打って変わって絶賛の電話が殺到した。
その後、この放送を聴いていた人の中から「うちの飼っている鳥と同じ鳴き声だ」という人が現れ、その飼っている鳥を見せてもらうとその鳥はコノハズクであった。そのコノハズクは東京・浅草の傘店で飼われていたもので、生放送中、ラジオから聴こえてきた鳴き声に誘われて同じように鳴き出したという。鳴き声も「ブッ・ポウ・ソウ」と確かに鳴き、長年の謎だった「ブッ・ポウ・ソウ」の主はコノハズクだということが、ようやく確認された。
なお、戸川幸夫にこの経過を記した『仏法僧』という作品がある。

## 保全状態評価
- LEAST CONCERN (IUCN Red List Ver. 3.1 (2001))
[1]
- ワシントン条約付属書II類[2]

1965年から愛知県の県鳥に指定されている。

## ギャラリー

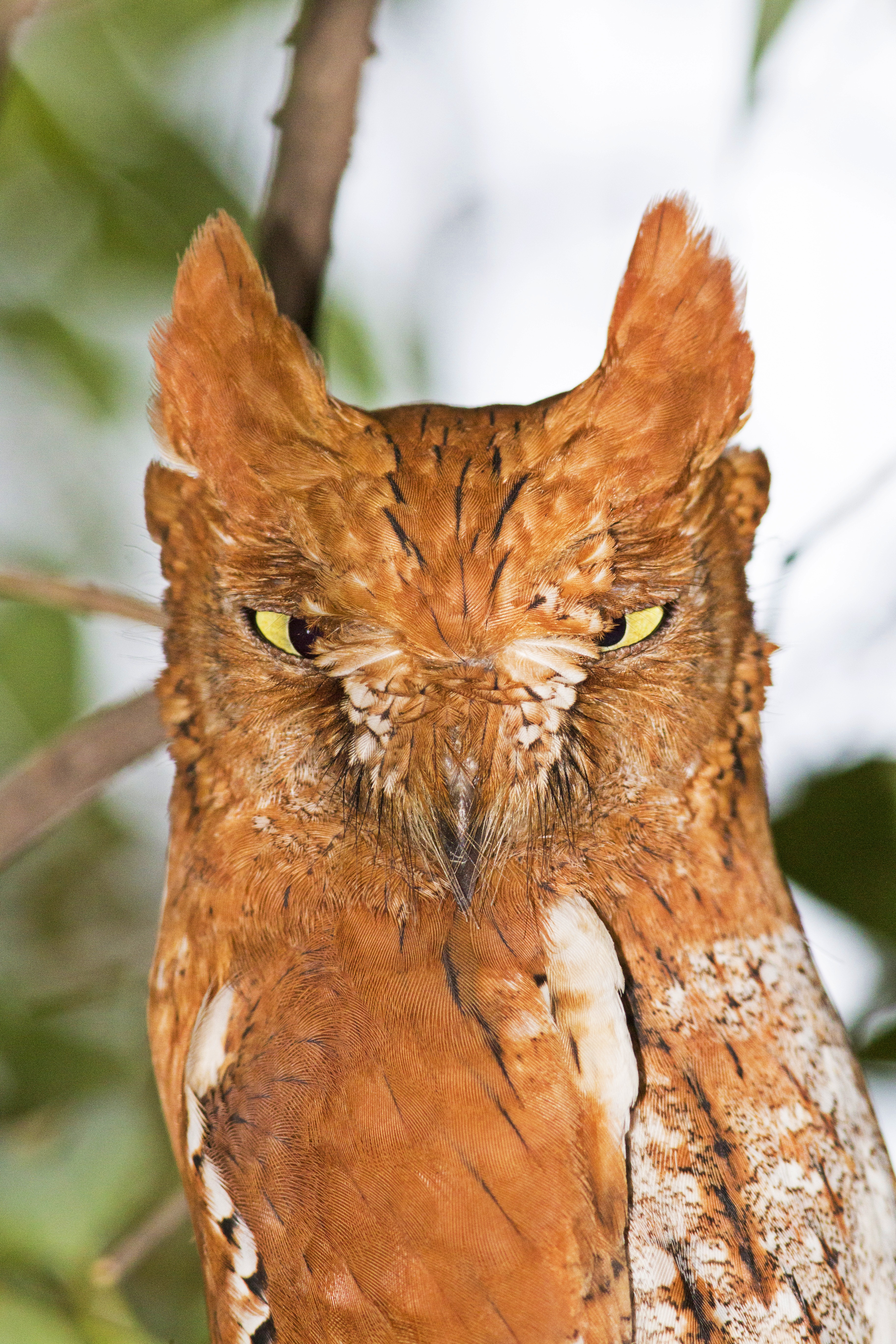
インド
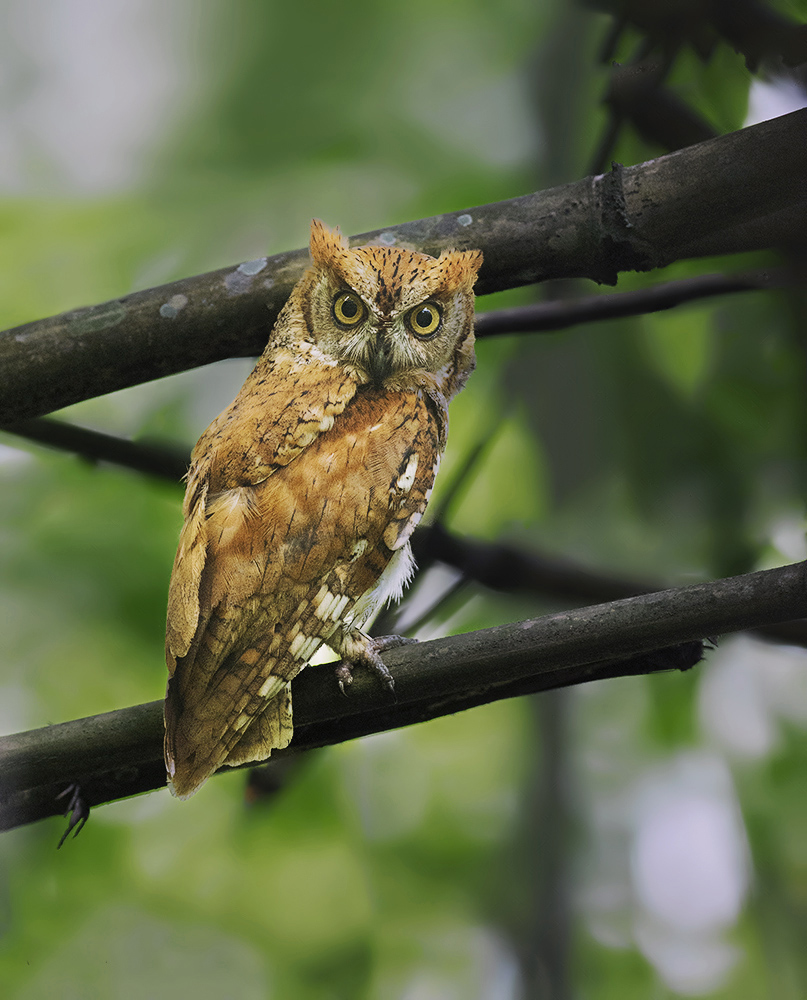
成鳥、インド
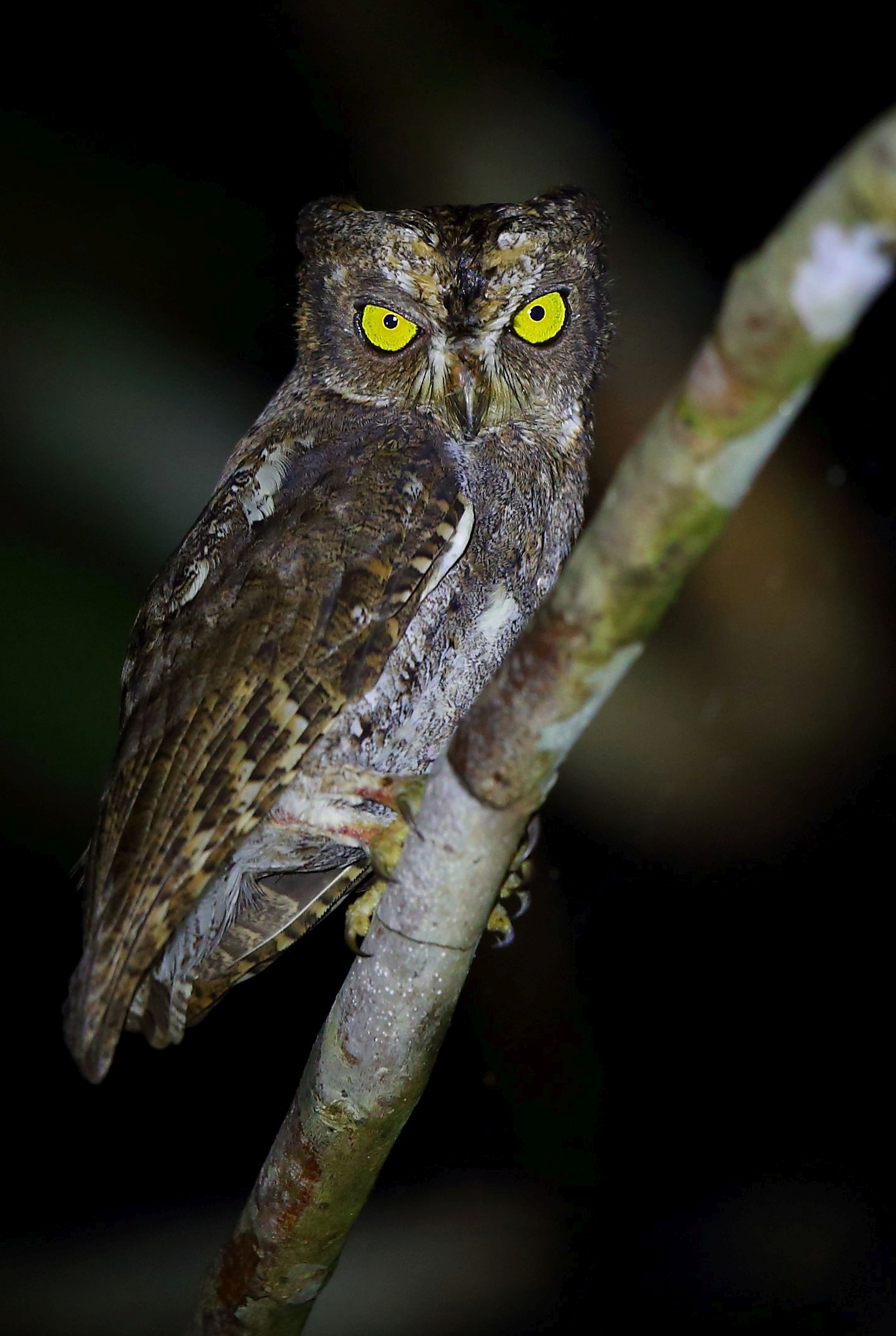
亜種 O. s. modestus (Walden, 1874)　インド
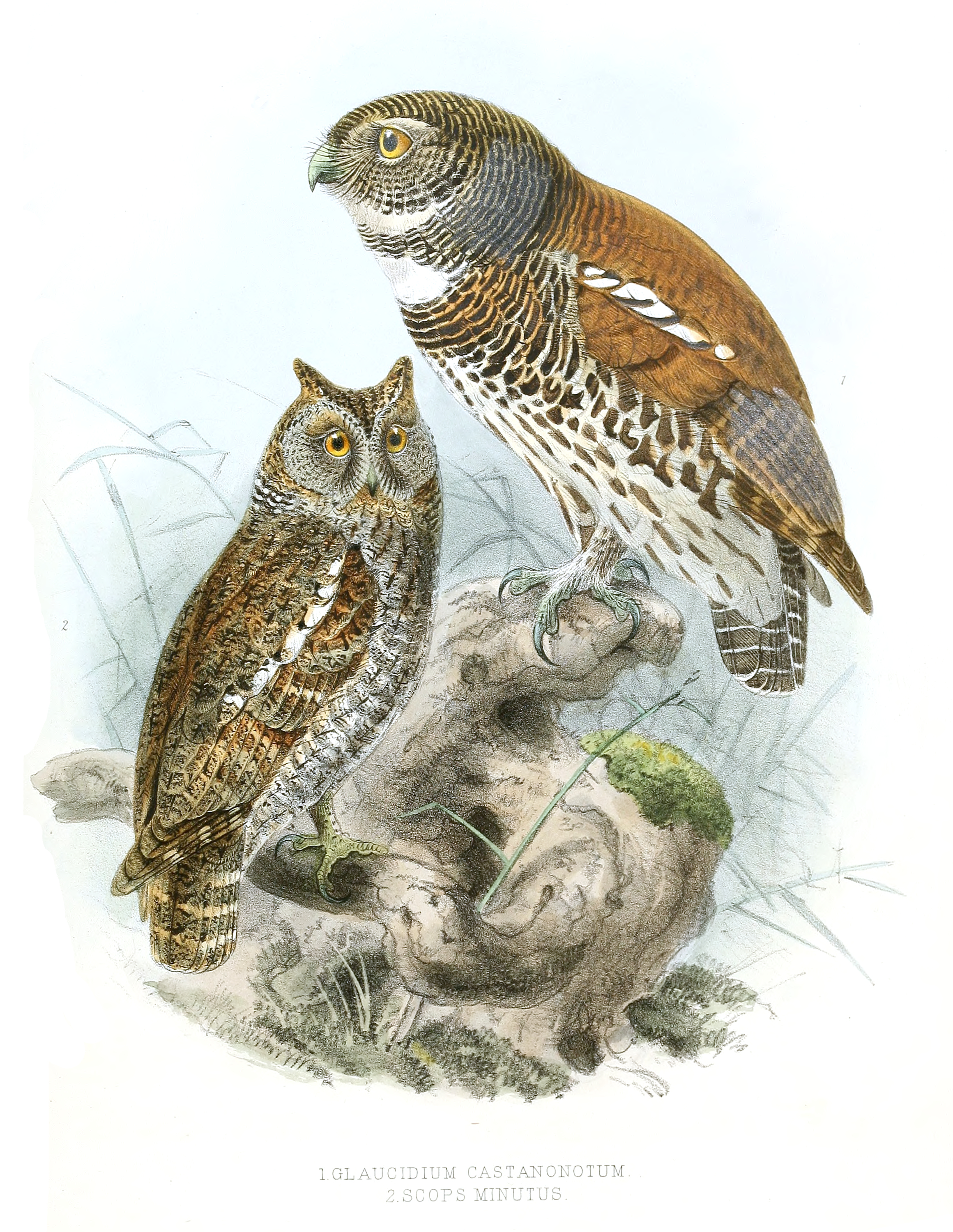